# ジェニウソン・アンジェロ・デ・ソウザ
ジュニオール（Júnior）こと、ジェニウソン・アンジェロ・デ・ソウザ（Jenílson Ângelo de Souza、1973年6月20日 - ）は、ブラジル・バイーア州出身の元サッカー選手。ポジションはDF（左サイドバック）。

## 経歴
ECヴィトーリアでプロデビュー。1996年、ロベルト・カルロスの後釜として パルメイラスに加入。1999年にはコパ・リベルタドーレスの優勝を果たした。
2000年、パルメイラス時代のチームメートで パルマでプレーしていた、ファウスティーノ・アスプリージャの勧めもあり、当時セリエAのパルマに加入した。2001-02シーズン、コッパ・イタリア決勝、ユヴェントスとの第2戦では決勝点を決めて優勝に貢献した。2003-04シーズン、パルマが財政難になり、ACシエナへとレンタル移籍した。2004年に母国のサンパウロFCへと移籍、2005年にはアトレチコ・パラナエンセを決勝で破って自身2度目のコパ・リベルタドーレス優勝を果たすと、12月にはリヴァプールを決勝で破ってFIFAクラブワールドカップを制した。
1996年にブラジル代表デビュー、1998年のゴールドカップではレギュラーとして全試合に起用されたが、同年のワールドカップフランス大会のメンバーからは漏れた。2002年、ワールドカップ日韓大会ではロベルト・カルロスの控えとして代表入り、グループリーグ最終節のコスタリカ戦で先発起用され、代表初得点にして唯一の得点を挙げ、更にクロスで2つのアシストを決めた。チームは大会で優勝を果たすも、この試合に出場したのみに終わった。

## 所属クラブ
- ECヴィトーリア 1994-1996
- パルメイラス 1996-2000
- ACパルマ 2000-2003

→ ACシエナ 2003-2004 ※レンタル移籍
- サンパウロFC 2004-2008
- アトレチコ・ミネイロ 2009-2010
- ゴイアスEC 2010

## 代表歴

### 出場大会
- ブラジル代表
  - 2002 FIFAワールドカップ

### 試合数
- 国際Aマッチ 19試合 1得点（1996年-2003年）[3]

| ブラジル代表 | 国際Aマッチ | 国際Aマッチ |
| 年           | 出場        | 得点        |
| ------------ | ----------- | ----------- |
| 1996         | 1           | 0           |
| 1997         | 0           | 0           |
| 1998         | 5           | 0           |
| 1999         | 0           | 0           |
| 2000         | 2           | 0           |
| 2001         | 3           | 0           |
| 2002         | 4           | 1           |
| 2003         | 4           | 0           |
| 通算         | 19          | 1           |